# Metagonia samiria
Metagonia samiria är en spindelart som beskrevs av Huber 2000. Metagonia samiria ingår i släktet Metagonia och familjen dallerspindlar.
Artens utbredningsområde är Peru. Inga underarter finns listade i Catalogue of Life.